# Albanerpetontidae
Albanerpetontidae là một họ động vật lưỡng cư tuyệt chủng có hình dáng giống bộ Có đuôi. Họ Albanerpetontidae bao gồm sáu chi – Albanerpeton, Anoualerpeton, Celtedens, Shirerpeton, Wesserpeton và Yaksha – với khoảng 10 đến 20 loài được biết đến, chúng sống cách nay khoảng 160 triệu năm từ tầng Bathonian của trung Jura tới cuối Pliocene, khoảng 2.5 triệu năm trước. Albanerpetontidae từng bị cho là thuộc bộ không đuôi vì cấu tạo cơ thể và kích thước nhỏ của chúng. Tuy nhiên, những đặc điểm này được cho là do tổ tiên truyền cho Lissamphibia và không thể hiện quan hệ họ hàng gần giữa hai nhóm. Một trong những đặc điểm khiến chúng khác biệt là cơ thể phủ những vảy giống xương. Albanerpetontidae hiện được phân loài trong một nhánh riêng biệt so với các loài còn lại của Lissamphibia được chia thành ba bộ, Anura (bộ Không đuôi), Caudata (bộ Có đuôi), và Gymnophiona (bộ Không chân). Chúng được cho là có họ hàng gần với bộ Anura và Caudata hơn là Gymnophiona.